# الأميرة النائمة (فلم)
الأميرة النائمة هو فيلم من نوع كوميديا ودراما أُصدر في 2010. الفيلم من إخراج وسيناريو Çağan Irmak ‏.

## القصة
تقع أحداث الفيلم في تركيا.

## طاقم التمثيل
- Genco Erkal [الإنجليزية]‏
- Çağlar Çorumlu [الإنجليزية]‏
- Alican Yücesoy [الإنجليزية]‏
- إيشيل يوجيسوي
- عائشة نيل شاملي أوغلو
- سفينتش إيربولاك

## وصلات خارجية
- مقالات تستعمل روابط فنية بلا صلة مع ويكي بيانات